# 威爾·帕克伍德
威廉·詹姆斯·「威爾」·帕克伍德（英語：William James "Will" Packwood，1993年5月21日—）是一名美國已退役職業足球員，主要擔任後衛，亦可擔任阿守中場，現是自由身球員。

## 球會生涯
帕克伍德在2007年8月加入伯明翰青年學院，求學時期便代表U18和預備隊出戰，並在2010/11球季成為U18隊長。帕克伍德在2011年7月簽下一份為期兩年的職業合約。
在斯蒂芬·卡爾和乔纳森·斯佩克特由傷缺陣期間，帕克伍德在2012年8月14日首次參與職業比賽出戰英格蘭聯賽盃對巴尼特，擔任右邊衛，並在聯賽揭幕日以先發身份上場對查尔顿竞技，最終1-1完場。2013年1月5日英格蘭足總盃對列斯聯的比賽期間，在一次爭球時受重傷，胫骨和腓骨多處骨折，需進行手術並預計休養長達一年。儘管如此，他在季末延長了合約至2014年夏天。
重傷後的八個月，帕克伍德在2013年8月26日重返球場，代表U21發展隊上場。經過多次在U21的比賽後，他於10月17日被外借到英乙球會布里斯托尔流浪者一個月，以重拾競技狀態。兩天後他首次代表布里斯托尔流浪者上場對韦康比流浪者，雖然以1-0落敗，他仍當選為全場最佳。參與四場英乙聯賽後，他的外借期被延長至1月11日，但母會有召回權。
之後由於米奇·汉考克斯受傷，以及保羅·羅賓遜和丹·伯恩有機會停賽，帕克伍德在布里斯托尔流浪者再踢多四場比賽後，便在12月11日被召回到伯明翰。
他在2014年1月25日回到伯明翰先發陣容，足總盃以2-1不敵斯旺西的賽事中當選為全場最佳。之後帕克伍德多次以中衛角色上場，而他的表現亦使他當選為2014年2月英格蘭聯賽最佳年青球員。2014年6月26日，他與球會簽下一年新約，並有一年延長權。
2014年11月24日，英甲球會科尔切斯特向伯明翰借用柏克活特至2015年1月1日。

## 國家隊生涯
2009年，帕克伍德入選了美國U17名單參加尼日利亞舉行的U17世界盃足球賽。2010年3月代表美國U20參加2010年達拉斯盃，2012年6月對智利和烏拉圭的比賽和2012年10月的馬爾貝拉盃。帕克伍德亦曾代表美國U18參加2011年7月在北愛爾蘭舉行的牛奶盃。
2014年3月5日對烏克蘭的友誼賽，帕克伍德首次被選入美國成年隊。

## 外部連結
- 足球数据库：威爾·帕克伍德的球员统计数据